# Майдуанские языки
Майдуанские, или майдунские, или пуджунанские языки — малая исчезающая семья индейских языков Северной Америки, была распространена на северо-востоке Калифорнии.

## Состав
Майдуанская семья состоит из 4 языков:
1. Долинный майду (или чико, равнинный майду)
2. Северо-восточный майду (или собственно майду, горный майду)
3. Северо-западный майду (или конков)
4. Южный майду (или нисенан)

В данных языках очень похожая фонологическая система, но имеются существенные различия в грамматике. Языки не являются взаимопонятными, даже несмотря на то, что в большинстве работ все носители данных языков объединяются общим термином «майду». Диалекты языка чико малоизучены, и их точное генетическое отношение к другим языкам трудно определить окончательно (Mithun 1999), поскольку язык чико в настоящее время исчез. Прочие языки данной семьи находятся на грани исчезновения: на северо-восточном майду говорят 1-2 человека, конков — 3-6 человек, нисенском — только 1 человек (Hinton 1994, Gordon 2005).

## Генетические связи
Майдуанскую семью нередко включают в пенутийскую макросемью, конкретнее — в калифорнийско-пенутийскую ветвь.